# William LeBaron
William LeBaron (Elgin, 16 de fevereiro de 1883 — Santa Mônica, 9 de fevereiro de 1958) foi um produtor de cinema estadunidense.

## Biografia
Os créditos cinematográficos de LeBaron incluem Cimarron, filme vencedor do Oscar. Além de ser um produtor, ele também serviu como o último chefe de produção de filmes do Film Booking Offices of America (FBO), sucessora da RKO Pictures, onde ele foi substituído por David O. Selznick.  LeBaron era casado com Mabel Hollins, uma atriz britânica de comédia musical. Ele está enterrado no crematório de Chapel of the Pines.

## Filmografia selecionada
| - Beau Geste (1926) - It's the Old Army Game (1926) - Love 'Em and Leave 'Em (1926) - The Show-Off (1926) - Running Wild (1927) - Love's Greatest Mistake (1927) - Blind Alleys (1927) - Street Girl (1929) - Side Street (1929) - Rio Rita (1929) - Beau Bandit (1930) - Hit the Deck (1930) - Hook, Line and Sinker (1930) - Midnight Mystery (1930) - The Case of Sergeant Grischa (1930) - The Fall Guy (1930) - Conspiracy (1930) - She's My Weakness (1930) - Traveling Husbands (1931) - Cimarron (1931) - The Sin Ship (1931) - The Lady Refuses (1931) - Laugh and Get Rich (1931) - Kept Husbands (1931) - Cracked Nuts (1931) - The Public Defender (1931) - She Done Him Wrong (1933) | - Baby Face (1933) - I'm No Angel (1933) - Belle of the Nineties (1934) - It's a Gift (1934) - Man on the Flying Trapeze (1935) - Klondike Annie (1936) - Forgotten Faces (1936) - The Princess Comes Across (1936) - Till We Meet Again (1936) - Born to the West (1937) - Night of Mystery (1937) - The Buccaneer (1938) - Television Spy (1939) - Emergency Squad (1940) - Golden Gloves (1940) - Dr. Cyclops (1940) - Week-End in Havana (1941) - Orchestra Wives (1942) - Footlight Serenade (1942) - Iceland (1942) - Springtime in the Rockies (1942) - The Gang's All Here (1943) - Stormy Weather (1943) - Pin Up Girl (1944) - Carnegie Hall (1947) |